# Unghii tehnice

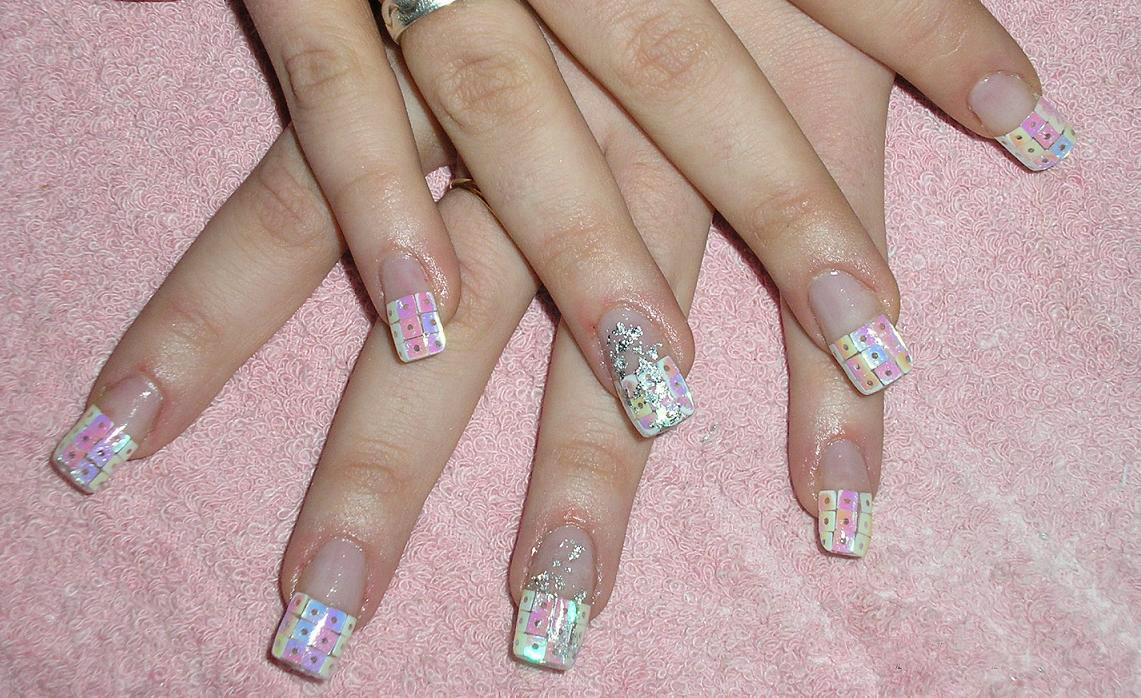
Unghii tehnice

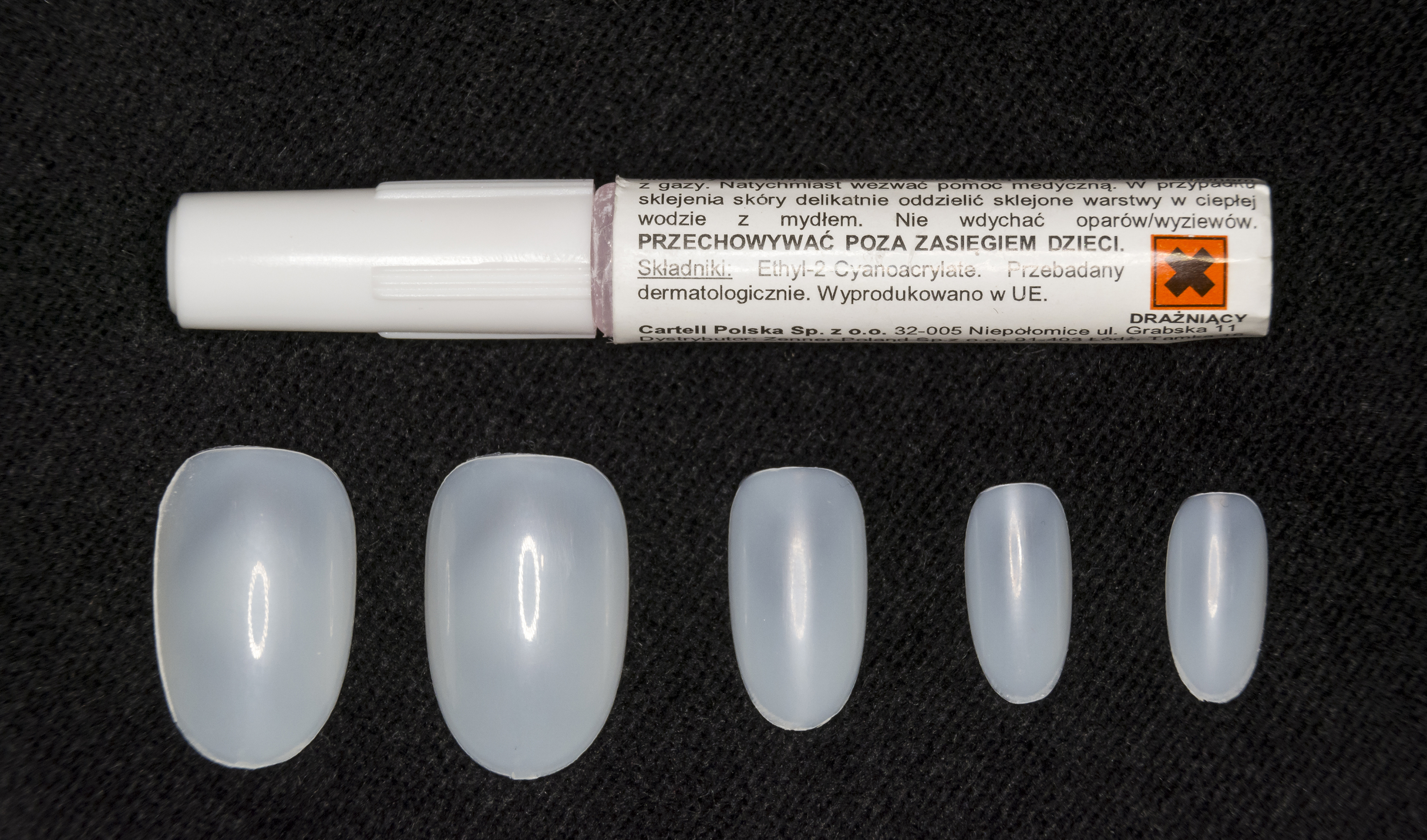
Unghii tehnice și lipici

Unghiile tehnice sunt extensii ale unghiilor naturale create cu ajutorul diferitelor tehnici și materiale. Unele unghii artificiale încearcă să imite aspectul unghiei naturale cât mai bine posibil, în timp ce alte modele pot deforma în mod intenționat forma tipică a acesteia.

## Istorie
Încă din cele mai vechi timpuri femeile au încercat să își păstreze unghiile cat mai lungi și mai aranjate acestea devenind astfel un simbol al feminității. În Egipt femeile foloseau fildeș, oase sau aur pentru a-și prelungii unghiile și pentru a arăta astfel cât mai frumoase și mai scumpe.

Unghiile din acryl au apărut în Statele Unite ale Americii, în anul 1954 când Fred Slack, un medic stomatolog, și-a rup o unghie în timp ce lucra și a încercat să își construiască una nouă folosind acryl-ul (un material folosit des în stomatologie). Unghia pe care acesta a creat-o părea foarte naturală și chiar a scăpat și de durerea provocată de ruperea acesteia. De atunci doctorul Slack a continuat să cerceteze compoziții și forme noi pentru a modela unghiile. Nu după mult timp acesta a obținut și patentul pentru inventarea compoziției de acryl și a formelor pentru unghii tehnice denumite Patti Nails. În ultimii 20 de ani a apărut și gelul pentru construcția unghiilor tehnice, tot în Statele Unite ale Americii. Folosirea și aplicarea lui s-a dovedit a fi mai ușoară decât cea a acryl-ului, mai ales în condiții casnice. Saloanele au început și ele să îl folosească deoarece nu are miros, spre deosebire de acryl care emană un miros puternic. Dar în ciuda acestui fapt, acryl-ul este preferat deoarece este mai rezistent, are proprietatea de a masca mai bine imperfecțiunile unghiilor și poate să ofere un aspect mult mai natural unghiei.

## Tipuri
Unghiile tehnice nu reprezintă un înlocuitor pentru unghia naturală, acestea fiind doar o prelungire. Există două modalități principale pentru crearea unghiilor artificiale: cu ajutorul tipsurilor sau cu ajutorul formelor. Tipsurile sunt realizate din plastic sculptat în forma unghiei. Acestea se lipesc pe varful unghiei naturale după care se aplică acryl sau gel pe întreaga unghie. Formele sunt așezate sub unghia naturală și peste acestea este modelată unghia tehnică din gel sau acryl. Forma este mai apoi eliminată și în mod corespunzător unghia artificială se pilește și i se dă strălucire.
Foarte important, în procesul de realizare a unghiilor tehnice, este pregătirea unghiei naturale. Cuticula trebuie dezlipită de pe unghie, împinsă cu grijă spre rădăcină și în cazul în care este trea mare se poate tăia. Luciul unghiei trebuie pilit cu o pilă mai fină. După ce praful este îndepărtat, unghia trebuie tratată cu cele trei soluții de pregătire: nail prep, primer și bond.	
Renumitul material „acryl” este un amestec de pudră polimerică și un lichid numit monomer. Amestecul începe să se întărească în 30-40 de secunde de la aplicarea lui și continuă până când ajunge la duritatea sa finală. Pulberea și lichidul acrylic pot fi îndepărtate în 20 de minute folosindu-se acetonă.
Un alt material este gelul UV (în termeni chimicali corecți „rășină polimerică”) care se întărește sub lumina ultravioletă. În funcție de marcă aceste geluri pot să difere ca proprietăți și calitate (flexibilitate, duritate. Rezistența etc.) dar și ca preț. Aceste geluri nu pot fi îndepărtate cu solvenți organici.
O alternativă destul de populară la preparatele acrylice sau gelul obișnuit este gelul din fibră de sticlă. Acesta este o opțiune pentru cei care sunt alergici la chimicalele folosite în aplicarea unghiilor cu acryl.	
Cea mai nouă tehnică de realizare a unghiilor tehnice este cea a fibrei de sticlă. Această metodă este foarte puțin cunoscută și chiar mai puțin practicată. Realizarea acestei tehnici constră în lipirea unei bucăți de fibră de sticlă, pe unghia naturală, cu ajutorul unei rășini care se usucă în câteva secunde în contact cu o soluție specială.
Există de asemenea și unghii temporare/false, mai ieftine care constau în unghii de plastic care pot fi lipite pe suprafața unghiei naturale, fiind ușor de utilizat la domiciliu și nu necesită ajutorul unu profesionist.
Pulberele din acryl sunt disponibili într-o varietate mare de culori și pot și utilizați pentru a crea modele 3D și chiar celebra manichiură french.

## Formate de unghii false
Principalele formate de unghii artificiale sunt: rotund, drept, oval, pipe, stileto, migdală și evantai. Unghiile stileto (cele ascuțite la vârf) au apărut prima dată în Ucraina unde și astăzi sunt foarte populare. 

## Efecte asupra sănătății
Unghiile artificiale pot ascunde ușor anumite defecte și imperfecțiuni ale unghiilor naturale ajutând la repararea unghiilor rupte, deteriorate sau scurte. Ajută la prevenirea roaderii cuticulelor, a unghiilor naturale sau chiar pot ajuta purtătoarea să renunțe la acest tic. Sunt folosite adesea de către persoanele care nu sunt capabile să își crească propriile unghii așa cum își doresc din diferite motive. În cazul în care o persoană este alergică la unul dintre componenții ojei, unghiile tehnice pot fi de mare ajutor pana unghia se va regenera complet.
Unghiile tehnice nu sunt însă lipsite de riscuri. Rezidurile rămase de la acryl sunt cunoscute ca ducând la roșeața unghiei, durere, umflare și chiar la reacții alergice puternice. Unghia se poate separa de patul unghiei și dacă rădăcina unghiei de deteriorează, unghia nou crescută poate fi deformată, de multe ori această având denivelări pe suprafața ei. În general aceste efecte dispar, însă în decursul a mai multor luni. De asemenea lipiciul pentru unghii este dăunător dacă este inhalat accidental. O îngrijire necorespunzătoare a unghiilor tehnice poate duce și la formarea de diferite ciupercii ale unghiei. În majoritatea cazurilor problemele apar din cauza tehnicianului sau a unor tehnici si metode de lucru neadecvate.

### Cărți
- Chase, Deborah. The New Medically Based No-Nonsense Beauty Book. Henry Holt and Company, Inc., 1989.
- Schoon, Douglas D. Nail Structure and Product Chemistry. Milady Publishing, 1996.

### Reviste
- Anthony, Elizabeth. "ABC's of Acrylics," NailPro Magazine, October 1994.
- Hamacker, Amy. "Dental Adhesives for Nails," NailPro Magazine, June 1994.